# スキャナー・ダークリー
『スキャナー・ダークリー』（英: A Scanner Darkly）は、2006年のアメリカSFアニメーション映画。
原作はフィリップ・K・ディックによる『暗闇のスキャナー』（A Scanner Darkly、原題は同じ）。リチャード・リンクレイター監督、キアヌ・リーブス主演。

## 解説
現実と幻覚とを曖昧にする表現手段として、俳優を撮影した実写映像をトレースしてアニメーション化するロトスコープという技法によって制作された。専用に開発されたソフトウェアにより効率化されていたものの、基本的に手作業であり、完成には30人のアニメーターが15か月を要した。
近未来のアメリカを舞台に、麻薬常習者たちと彼らを取り巻く監視社会を描いている。常習者たちの言動や共同体の様子、プライバシーに関する不安や妄想は、かつて麻薬を常用していた原作者ディックの体験に基づく。
日本公開時のキャッチ・コピーは「オレを監視（スキャナー）しているオレがいる」。

## ストーリー
「今から7年後」の近未来、〈物質D〉とよばれる強力な麻薬の蔓延が社会問題化したアメリカ、アナハイム。当局が対策に苦慮する一方、ニューパス社による中毒者の矯正が成果を上げていたが、同社には麻薬生産への関与も噂されていた。
潜入捜査官フレッド、本名ボブ・アークター（キアヌ・リーブス）は、情報を掴むため密売人と目される麻薬常習者たちと共同生活を営んでいたが、同居人の一人バリス（ロバート・ダウニー・Jr）の密告により、互いの素顔を知らない上官から「密売人ボブ」つまり自分自身の監視を命じられる。
潜入先で自らも〈D〉に溺れていくフレッド＝ボブ・アークターは、やがてその副作用に侵され自己を見失う。

## キャスト
| 役名                                     | 俳優                   | 日本語吹替 |
| ---------------------------------------- | ---------------------- | ---------- |
| フレッド／ボブ・アークター               | キアヌ・リーブス       | 小山力也   |
| ジム・バリス                             | ロバート・ダウニー・Jr | 高木渉     |
| アーニー・ラックマン                     | ウディ・ハレルソン     | 山野井仁   |
| ドナ・ホーソーン                         | ウィノナ・ライダー     | 石塚理恵   |
| チャールズ・フレック                     | ロリー・コクレーン     | 竹田雅則   |
| スクランブル・スーツ着用時のフレッドの声 | ショーン・アレン       | 木村雅史   |
| マイク                                   | ダメオン・クラーク     | 藤原啓治   |
| ドナルド                                 | マルコ・ペレラ         | 牛山茂     |
| フレック・スーサイド・ナレーター         | ライフ・アンデシュ     | 藤原啓治   |

## スタッフ
- 監督・脚本：リチャード・リンクレイター
- 原作：フィリップ・K・ディック『暗闇のスキャナー』
- 製作総指揮：スティーヴン・ソダーバーグ、ジョージ・クルーニー、ジョン・スロス、ベン・コスグローヴ、ジェニファー・フォックス
- 製作：アン・ウォーカー＝マクベイ、トミー・パロッタ、パーマー・ウェスト、ジョナ・スミス、アーウィン・ストフ
- 特殊効果：ボブ・サビストン（英語版）（ロトスコープ用ソフトウェア『Rotoshop（英語版）』を開発）、ランディ・コール
- 撮影：シェーン・F・ケリー
- 音楽：グレアム・レイノルズ
- 編集：サンドラ・エイデアー

## トリビア
『ハリウッド・リポーター』選出の「大人向けアニメ映画ベスト10」において5位にランクインしている。